# Bert Jansch
Herbert "Bert" Jansch (født 3. november 1943 i Glasgow i Skotland, død 5. oktober 2011 i Hampstead i London i England) var en skotsk folkemusiker og stiftende medlem af bandet Pentangle. Han fandt en fremtrædende plads i London i 1960'erne, som akustisk guitarist samt singer-songwriter. Han indspillede mindst 25 albums og har turneret ekstensivt begyndende i 1960'erne og helt ind i det 21. århundrede.
Jansch var en ledende skikkelse i genoplivningen af den britiske folkemusik i 1960'erne, hvor han turnerede folkemusikklubber og indspillede flere solo albums, samt samarbejdede med andre musikere som John Renbourn og Anne Briggs. I 1968 blev han medlem af bandet Pentangle, turnerede og indspillede med dem, indtil de brød op i 1972. Herefter tog han et par års pause fra musikken, og vendte tilbage i slutningen af 1970'erne for at arbejde på en række projekter med andre musikere. Han kom til et reformeret Pentangle i begyndelsen af 1980'erne og forblev sammen med dem, da de udviklede sig gennem forskellige ændringer i personsammensætninger indtil 1995.
Jansch's værker har haft indflydelse på kunstnere såsom Paul Simon, Johnny Marr, Bernard Butler, Jimmy Page, Nick Drake, Graham Coxon, Donovan, Neil Young og Devendra Banhart. Han modtog to Lifetime Achievement Awards i forbindelse med BBC Folk Awards: den første i 2001 for hans soloresultater, og den anden i 2007 som medlem af Pentangle.